# Mjöltrattskivling
Mjöltrattskivling (Clitocybe ditopus) är en svampart som tillhör divisionen basidiesvampar och först beskrevs av Elias Fries. Den fick sitt nu gällande namn av Gillet. Mjöltrattskivling ingår i släktet Clitocybe, och familjen Tricholomataceae. Arten är reproducerande i Sverige.